# Lino Carletto
Lino Carletto (Vigasio, província de Verona, 20 de juliol de 1943) és un ciclista italià, ja retirat, que fou professional entre 1966 i 1971.
Amb 23 anys, el setembre de 1966 fitxà per l'equip Salamini-Luxor TV, amb qui va córrer la Volta a Llombardia que finalitzà en dotzena posició. El 1967 guanyà el GP Cemab i va disputar el Giro d'Itàlia. El 1968 va fitxar pel Salvarani, on va romandre durant cinc temporades, fins al final de la seva carrera.

## Palmarès
- 1967
  - 1r al GP Cemab

### Resultats al Tour de França
- 1969. Abandona (10a etapa)

### Resultats al Giro d'Itàlia
- 1967. 20è de la classificació general
- 1968. 52è de la classificació general
- 1969. 19è de la classificació general